# Уильямс, Рикуна
Рикуна Уильямс (англ. Riquna Williams; родилась 28 мая 1990 года в Пахоки, штат Флорида, США) — американская профессиональная баскетболистка, выступает в женской национальной баскетбольной ассоциации за команду «Лас-Вегас Эйсес». Она была выбрана на драфте ВНБА 2012 года во втором раунде под семнадцатым номером командой «Талса Шок». Играет на позиции разыгрывающего и атакующего защитника.

## Ранние годы
Рикуна родилась 28 мая 1990 года в городке Пахоки (штат Флорида), дочь Ширли Уильямс, является самой младшей в семье из пяти братьев и сестёр, училась она там же в одноимённой средней школе, в которой выступала за местную баскетбольную команду.